# Коллинз, Бобби (футболист)
Ро́берт Янг «Бо́бби» Ко́ллинз (англ. Robert Young "Bobby" Collins; 16 февраля 1931, Гованхилл, Глазго-Сити — 13 января 2014, Йоркшир) — шотландский футболист, известный своей успешной карьерой в «Селтике», «Эвертоне» и «Лидс Юнайтед». Он также представлял сборную Шотландии и сборную шотландской лиги.

## Карьера
Несмотря на низкий рост (около 160 см), Коллинз был сильным и трудолюбивым полузащитником, который был в составе «Селтика» ещё в 17-летнем возрасте и оставался там в течение десяти лет, выиграв кубок Шотландии по футболу в 1951 и 1954 году. В 1950 году он также был вызван в сборную и был основным игроком Шотландии в конце десятилетия. Коллинз также сыграл за сборную шотландской лиги 16 матчей, забив 12 голов.
В 1958 году он присоединился к «Эвертону», где играл до 1962 года. В 1962 году он стал хорошим приобретением тренера «Лидс», Дона Реви, и помог клубу избежать вылета. «Лидс» завоевалал повышение в Первый дивизион в 1964 году, и Коллинз был капитаном команды в матчах лиги и кубка Англии годом позже, однако, «Лидс» уступил первое место по разнице мячей «Манчестер Юнайтед» и проиграл финал кубка Англии 1965 года «Ливерпулю». Коллинз внёс свой вклад в достижения «Лидс», и в 1965 году они были признаны наградой Футболист года по версии Ассоциации футбольных журналистов. Его хорошая игра в «Лидс» также помогла ему вернуться в сборную Шотландии после шестилетнего перерыва, и он сыграл ещё три матча. Его международная карьера закончилась с итогом в 31 матч и десять голов. Коллинз продолжал играть за «Лидс» до 1966 года, когда он перенёс тяжёлый перелом бедренной кости в матче Кубка Ярмарок против «Торино». Он вернулся в состав после травмы, но возраст и трудности возвращения прежней формы привели к концу его карьеры в «Лидс».
В 1967 году Коллинза подписал «Бери», и он остался там на протяжении двух лет. В течение короткого времени он вернулся в родную Шотландию играть за «Гринок Мортон», в то же время он стал скаутом Реви и привёл в «Лидс» Джо Джордана. Джордан впоследствии стал забивным нападающим как в «Лидс», так и в сборной Шотландии. В 1972 году Коллинз стал играющим тренером австралийского клуба «Рингвуд Сити», но покинул клуб после разногласий с руководством. Тогда он стал играющим тренером «Олдем Атлетик». В 1973 году Коллинз подписал контракт с «Шемрок Роверс», дебютировав 11 ноября на «Гленмалер Парк». Он сыграл в общей сложности 13 матчей (11 — в лиге) и забил один гол в своём втором матче за «Роверс».
Коллинз продолжил тренерскую карьеру, под его руководством играли «Хаддерсфилд Таун», «Халл Сити» и «Барнсли». Он также тренировал молодёжный состав «Лидс» сначала в 1970-х, а затем в конце 1990-х годов.

## Личная жизнь
Бобби Коллинз был женат на Бетти. У пары двое детей: Майкл и Джули. Помимо футбола, Коллинз увлекался настольным теннисом. В 2002 году ему был поставлен диагноз синдром Альцгеймера.

## Смерть
Коллинз скончался после продолжительной болезни примерно в 15:30 дня в понедельник 13 января 2014 года. Вечером того же дня друг Бобби и бывший партнёр по «Лидсу», Эдди Грей, сказал: 
На мой взгляд, Бобби Коллинз был, вероятно, самым влиятельным игроком в истории «Лидс Юнайтед». Его будет очень не хватать всем, кто его знал и играл с ним.